# Нягу Марін
Марін Ня́гу — румунський вчений в галузі виноградарства, доктор сільськогосподарських наук, професор, член-кореспондент Академії сільського та лісового господарства Румунії з 1969 року і Італійської академії винограду і вина.

## Біографія
Народився 23 листопада 1912 року. З 1938 року на наукових і педагогічній роботи в Бухарестському сільськогосподарському інституті і Науково-дослідному інституті садівництва і виноградарства.

## Наукова діяльність
У працях вченого розглядаються питання фотоперіодизму виноградної рослини, спадковості і мінливості властивостей потомства гібридів, екогенетичної мінливості сортів. Вніс істотний внесок в розвиток клоновій селекції в Румунії, отримання нових сортів винограду. Автор понад 200 робіт з генетики та селекції винограду і плодових культур. Веред робіт:
- Ameliorarea plantelor horti-viticole. — București, 1967.